# Ру, Игнатий Анжелович
Игнатий Анжелович Ру (итал. Ignace-Nicolas-Jean Roux, 26 июня 1784, Турин — 26 марта 1847, Москва) — русский врач итальянского происхождения, благотворитель.

## Биография
Родился в 1784 году в Турине, там же обучался врачебным наукам и получил в 1808 году от Туринского университета звание доктора медицины.
В 1812 году принял участие в походе на Россию в качестве полкового врача в составе корпуса маршала Нея (по другим данным, в корпусе Богарне). Во время отступления французской армии был взят в плен казаками под Смоленском. В 1814 году получил право вернуться на родину, однако предпочёл остаться в России.
В 1815 году получил, по результатам экзамена в Харьковском университете, звание лекаря. В 1819 году Ру из Харькова переехал в Москву, где в августе того же года начал работать в Голицынской больнице. В 1822 году получил звание штаб-лекаря, в 1823 году, по итогам экзамена в московском отделении Императорской медико-хирургической академии — доктора медицины. В 1828 году получил чин коллежского асессора, а в 1833 году был назначен помощником главного врача Голицынской больницы.
В этой должности проработал почти 15 лет, получив чин статского советника. За время службы был награждён знаками отличия: орден Святого Владимира 4-й степени (2 апреля 1825), орден Святой Анны 2-й степени (21 апреля 1832), орден Святого Станислава 2-й степени, знак отличия беспорочной службы за XX лет.
Помимо работы в Голицынской больнице, Ру много лет бесплатно лечил больных в Якиманской богадельне Московского попечительного комитета Императорского человеколюбивого общества.
Доктор Игнатий Ру скончался в Москве 26 марта 1847 года в доме на территории Голицынской больницы и был похоронен на Иноверческом кладбище на Введенских горах.
Его библиотека по завещанию была передана в Императорскую публичную библиотеку в Санкт-Петербурге.
Кроме Игнатия Ру, ту же фамилию носили несколько известных иностранных врачей, включая французского врача и просветителя Огюстена Ру (1726—1776) и швейцарского хирурга Сезара (Цезаря) Ру (1857—1934), с которым его не следует путать.